# Pan de coco

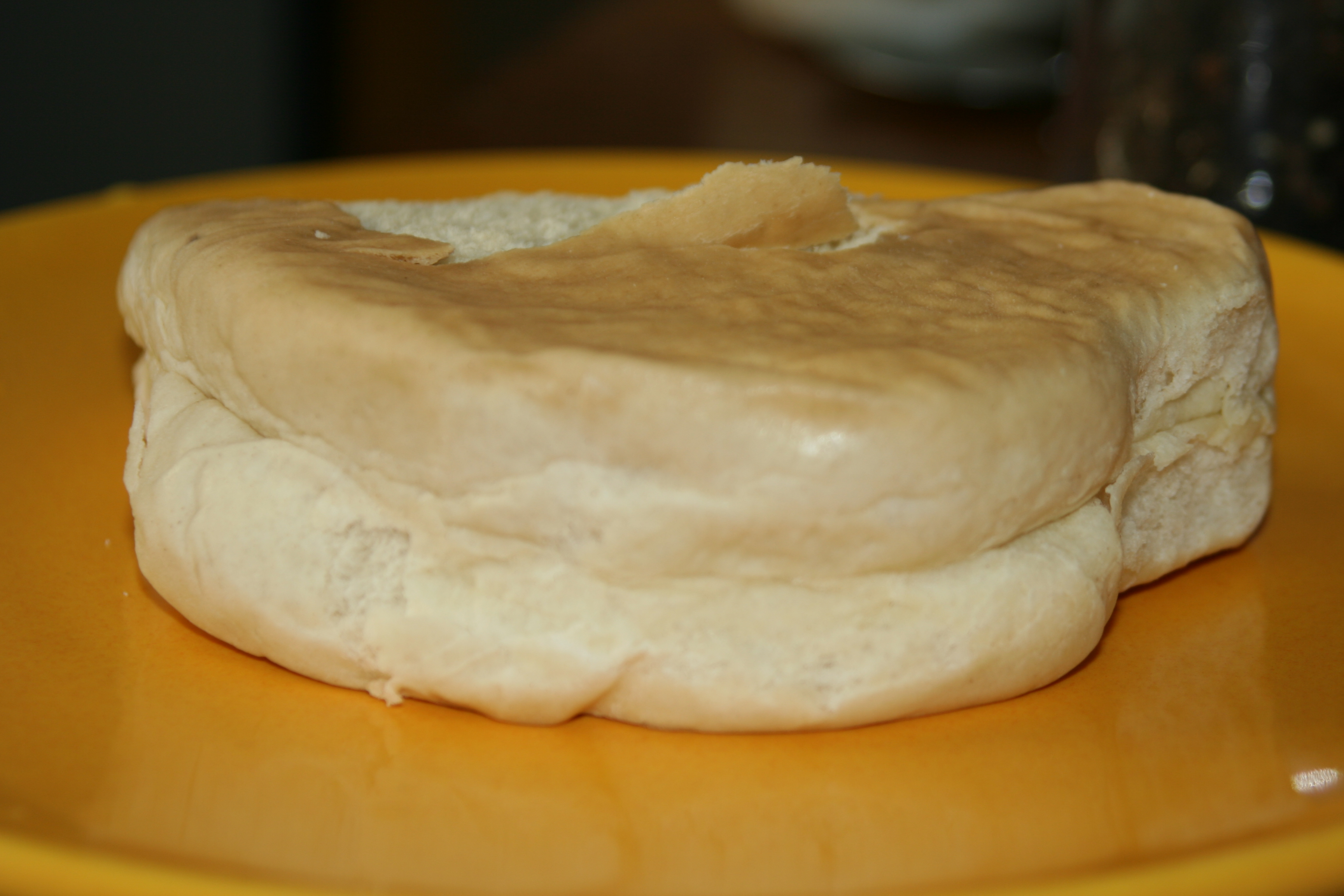
Pan de coco en Los Ángeles.

El pan de coco es un tipo de pan que está elaborado con leche de coco (coco seco rallado con agua), levadura, harina de trigo, sal, manteca o aceite y azúcar.
La masa resultante se amasa de igual manera que un pan de trigo y el aspecto externo es como el pan de trigo. En muchas ocasiones se le da aspecto redondeado de media luna.
Se consume en varios países, especialmente aquellos cuya tradición culinaria está ligada al mar (y donde existe el cocotero): las islas de la Polinesia como Tahití o la región del Caribe (Jamaica, Guatemala, Honduras, República Dominicana, Venezuela, Nicaragua, Colombia.).
En Colombia es un pan muy común, encontrado en las panaderías, supermercados y restaurantes. En Jamaica es popular servir el patty en pan de coco. En general se considera un pan de desayuno, merienda o postre no como acompañamiento de comida. La receta varía de un lugar a otro.